# Liber (Catullo)
Il Liber  (o Carmina) è una raccolta di poesie in vario metro del poeta romano Gaio Valerio Catullo.

## Suddivisione
Il Liber consta di 116 carmi divisi in tre sezioni:
1. La prima parte (1-60) contiene le nugae, termine che Catullo adotta umilmente per indicare le sue liriche come  "sciocchezze", "cose da poco" e che verrà poi ripreso da Francesco Petrarca. Sono raccolti qui carmi brevi scritti in metro vario, soprattutto endecasillabi faleci, ma anche trimetri giambici, scazonti e saffiche.
2. La seconda parte (61-68) detta carmina docta, contiene elegie, epitalami e poemetti più lunghi ed impegnativi in esametri e in distici elegiaci, scritti secondo il gusto erudito della poesia alessandrina. In questi carmi si avvertono un maggior interesse e una partecipazione poetica più accentuata; emerge infatti una ricercatezza linguistica e stilistica.
3. La terza parte (69-116) è composta dagli epigràmmata, ovvero epigrammi composti in distici elegiaci.

All'inizio della raccolta vi è una dedica rivolta allo storico e biografo Cornelio Nepote (carme I) che sembra però riferibile alla prima parte dell'opera e non a essa nella sua totalità. In questa prefazione dedicatoria, Catullo definisce infatti i suoi carmi come nugae, ovvero cosucce di poco conto, e la sua opera libellus, alludendo a una raccolta composta da non più di un migliaio di versi, così rendendo plausibile l'esclusione della seconda parte (i carmina docta).
Nelle nugae e negli epigrammata il tema dominante è la passione per Lesbia, descritta come una donna d'eccezionale fascino e cultura, della quale il poeta è perdutamente innamorato. Catullo attinge in gran misura dalle poesia greca di Callimaco e Saffo ma i suoi componimenti assumono forme ed espressioni sempre originali. 
Nei carmina docta, invece, c'è un Catullo più composto e classico, in cui il mito rappresenta un modello etico, o comunque un mezzo per affermare l'assolutezza e la sacralità di quei valori che Catullo sente minacciati nella vita del suo tempo ma anche nella sua vita privata. Il primo ed il secondo carme sono rispettivamente un epitalamo ed un contrasto corale. L'Attis, il carme successivo, narra la vicenda del giovane omonimo, giunto in Frigia, che si evira in preda ad una furia religiosa così da poter divenire sacerdote della dea Cibele. Rinsavito, Attis si rende conto del suo gesto e si abbandona ad un lamento in riva al mare, creando un acceso lirismo narrativo. Il quarto carme, comunemente intitolato Le nozze di Peleo e Teti fin dall'Umanesimo, è un epitalamio che racconta appunto le vicende delle nozze fra i due. La peculiarità principale dell'epitalamo però è data dalla tecnica artistica, l'ekphrasis giunta dagli Alessandrini, con cui il poeta introduce con un pretesto poetico mutuato dall'argomento focale, un altro episodio in contrasto: l'abbandono di Arianna da parte di Teseo: i due nuclei narrativi devono contrapporre la fides e linfidelitas. I successivi componimenti (65-66) sono in stretta relazione: il primo è la un'epistola indirizzata all'oratore Ortensio Ortalo, amico e rivale di Cicerone, difensore dei poeti e poeta egli stesso, nella quale è presente la dedica del carme successivo, traduzione dell'opera di Callimaco "La chioma di Berenice", fatta da Catullo allo stesso Ortalo. Il carme 67 tratta dell'argomento della 'porta chiusa', ovvero una nuova deformazione del παρακλαυσίθυρον (paraklausìthyron), cioè del lamento dell'amante di fronte alla porta chiusa dell'amato: in questo componimento infatti, una porta racconta le vicende che riguardano la moglie del padrone e delle sue relazioni adulterine. L'ultimo componimento racconta della vicenda mitica riguardante Protesilao e Laodamia, il quale riassume bene i due temi principali della poesia catulliana di questo periodo, ovvero la morte di un congiunto (la scomparsa del fratello) e l'amore disperato e carnale (la passione per Lesbia).
La strutturazione del libro così come ci è pervenuto non fu probabilmente ordinata dallo stesso Catullo, ma da qualche editore che ne curò la pubblicazione postuma.

## Temi principali delLiber
Una parte importante del Liber catulliano è costituita dai componimenti a sfondo amoroso dedicati a Lesbia, dai quali si evince che la relazione ebbe un principio felice ma che nel protrarsi del tempo, fu oscurata dai numerosi tradimenti della donna, alternando momenti di gioia a momenti di infelicità per il poeta. La visione catulliana dell'amore è una concezione totalmente nuova per la società romana tradizionalista, che considerava ufficiale soltanto il legame consacrato, ovvero il matrimonio, e inferiori i rapporti extraconiugali. Per Catullo, il rapporto con Lesbia, anche se vissuto con estrema trasgressività contro i moralisti (carme 5), è comunque fondato su un "patto" (foedus) che comporta lealtà, stima, rispetto reciproco e fedeltà incondizionata, e perciò non ha meno valore rispetto ad un matrimonio. Nell'amore, come nell'amicizia, il foedus è un patto reciproco di valore religioso, che impone il rispetto della fides, della fedeltà alla parola data. Amare e bene velle, il desiderio carnale e l'affetto, sono aspetti complementari ed indivisibili del rapporto: l'infedeltà annienta l'inviolabilità del bene velle ed acuisce il desiderio, però divenuto sofferenza. Odio e amore vengono così a convivere, in una coincidentia oppositorum che genera disorientamento, follia e disperazione.
Catullo portò la poesia ad un nuovo livello, fondendo i caratteri greco-ellenistici con la profondità psicologica dell'avventura amorosa, intessendo il proprio lavoro di momenti di vita privata, volti a raccontare la sua vicenda: ai dialoghi con l'amante, ricchi di vezzeggiativi e locuzioni familiari, si alternano ombrosi soliloqui.
Un'altra forma d'amore descritta da Catullo è, non meno intensa, quella fraterna, che sfocia nel suo carme 101 (epigramma), dedicato appunto al fratello prematuramente scomparso e che termina con un accorato addio, in cui viene esplicata l'impossibilità del poeta di intervenire, poiché le parole sono vane davanti ad una tale sofferenza.
Oltre all'amore, vi sono numerosi altri temi affrontati in questa raccolta di carmi. Molti di essi sono dedicati ad amici scrittori e lasciano intravedere uno spicchio di vita quotidiana che il poeta conduceva a Roma, e soprattutto i rapporti con la cerchia dei neoterici.
Venustas, lepos, iocunditas ovvero eleganza, grazia, piacevolezza sono i princìpi letterari e comportamentali ai quali un poeta neoterico doveva attenersi: in contrapposizione alla morale comune tradizionale, secondo la quale l'unico vero interesse del cives doveva essere il negotium (ossia l'adempimento ai doveri pubblici e politici), questo gruppo di poeti avanguardisti prediligeva l'otium (la vita privata e tutto ciò che la concerneva: l'amore, gli scherzi, le polemiche letterarie, le frequentazioni, ecc.). Li univa il gusto per la raffinatezza e per l'anticonformismo, perciò anche la derisione della grossolanità, del cattivo gusto e dell'effimera presunzione.
La presenza nel libellus catulliano di una Musa iocosa che si serve dello strumento della parodia è stata evidenziata in numerosi carmi, nei quali il poeta costruisce alessandrinamente possibilità di interpretazioni diverse a seconda del livello dei suoi destinatari e delle loro possibilità interpretative, ponendo per la prima volta il pericolo del fraintendimento nel passaggio dall'oralità alla scrittura.
(Carme 5)

## Stile
Catullo compone i suoi carmi con grande consapevolezza artistica, ma ciò nonostante conferisce loro forte spontaneità e immediatezza espressiva.
In ottemperanza al criterio callimacheo della poikilia (varietas in latino: varietà, intesa tanto in senso tematico e metrico quanto linguistico), Catullo fa uso nella sua opera di più registri linguistici diversi, che fonde assieme per creare una lingua letteraria che comprenda tanto forme colte e dotte quanto forme "volgari", proprie del sermo familiaris. Di conseguenza, anche il lessico appare particolarmente ampio, tanto da accogliere assieme forme oscene e volgari, diminutivi, grecismi, interiezioni, onomatopee ed espressioni idiomatiche o proverbiali. La sintassi è prevalentemente semplice e paratattica, e richiama le strutture della lingua parlata; si segnalano, in particolare, l'uso del partitivo in dipendenza da pronomi o aggettivi neutri singolari o da avverbi; il congiuntivo esortativo alla seconda persona adoperato con valore di imperativo; l'uso dell'indicativo nella proposizione interrogativa indiretta, normalmente costruita con il congiuntivo; il pronome neutro in funzione predicativa retto dal verbo essere.
La costruzione e la scelta del lessico non sono però frutto del caso: Catullo seleziona attentamente, stilizzandoli, gli elementi del linguaggio quotidiano e familiare, e li rielabora, mantenendone intatta l'espressività, alla luce del suo fine gusto letterario. Egli non è, d'altro canto, il primo a fare uso del linguaggio parlato in letteratura: lo stesso procedimento si era verificato in Grecia già a partire dalla lirica arcaica, mentre a Roma le forme del linguaggio quotidiano erano caratteristiche del genere comico, ma erano presenti anche nelle Satire di Gaio Lucilio.
La forte capacità espressiva ed emotiva dell'opera catulliana è testimoniata da alcuni stilemi ricorrenti, come le forme dialogiche, le allocuzioni, le iterazioni, gli incipit ex abrupto, le metafore, i diminutivi, gli aggettivi possessivi uniti ai nomi propri. Con l'intento di creare un effetto di marcato contrasto, Catullo affianca a tali elementi del linguaggio colloquiale alcune forme e usi propri del linguaggio letterario, come le allusioni, tipiche della letteratura alessandrina, gli epiteti di stampo epico, spesso ricalcati dal greco, gli arcaismi ispirati al linguaggio di Omero ed Ennio.
Il fine gusto letterario catulliano interviene anche al livello compositivo, e definisce nei carmi una struttura retorica elaborata ed equilibrata, basata su simmetrie, antitesi, parallelismi, riprese e Ringkomposition. Tale precisa architettura stilistica è però efficacemente dissimulata, in modo tale da conferire ai carmi un senso di grande immediatezza e potenza espressiva.
I componimenti brevi, nugae ed epigrammi, non presentano differenze di grande rilievo, sotto il profilo della lingua e dello stile, rispetto ai carmina docta, anche se in questi lo stile appare più elaborato e dotto, particolarmente ricco di riferimenti allusivi, arcaismi e grecismi. Appaiono infatti in essi particolarmente forti gli influssi della poetica di Ennio, dell'epica e della tragedia arcaica in campo latino, ma soprattutto dei poeti ellenistici in campo greco. Non mancano, tuttavia, elementi afferenti al linguaggio colloquiale, in particolare i diminutivi. Tale esempio, in cui l'umanizzazione del mito operata in ambito alessandrino arriva alla fusione tra la vicenda biografica personale e quella mitologica, è alla base dell'elegia di età augustea.

## Elenco deiCarmina[42]
Nugae
- Carme I Dedica a Cornelio Nepote
- Carme II Il passero di Lesbia
- Carme III Morte del passerotto
- Carme IV Il battello di Catullo
- Carme V A Lesbia
- Carme VI Flavi, delicias tuas Catullo
- Carme VII A Lesbia
- Carme VIII A se stesso
- Carme IX A Veranio
- Carme X A Furio e Aurelio
- Carme XI Furi et Aureli, comites Catulli
- Carme XII Contro Marrucino, ladro di fazzoletti
- Carme XIII Invito a cena a Fabullo con doppia sorpresa
- Carme XIV Ni te plus oculis meis amarem
- Carme XIVb Si qui forte mearum ineptiarum
- Carme XV Commendo tibi me ac meos amores
- Carme XVI Ad Aurelio e Furio
- Carme XVII O Colonia, quae cupis ponte ludere longo
- Carme XXI Ad Aurelio
- Carme XXII A Varo
- Carme XXIII Furi, cui neque servus est neque arca
- Carme XXIV O qui flosculus es Iuventiorum
- Carme XXV Cinaede Thalle, mollior cuniculi capillo
- Carme XXVI La villetta "esposta"
- Carme XXVII Ad un giovane coppiere
- Carme XXVIII Pisonis comites, cohors inanis
- Carme XXIX Quis hoc potest videre, quis potest pati
- Carme XXX Alfene immemor atque unanimis false sodalibus
- Carme XXXI A Sirmione
- Carme XXXII Ad Ipsitilla
- Carme XXXIII O furum optime balneariorum
- Carme XXXIV Inno a Diana
- Carme XXXV Poeta tenero, meo sodali
- Carme XXXVI Gli Annali di Volusio
- Carme XXXVII La taverna di Lesbia
- Carme XXXVIII Rimprovero a Cornificio
- Carme XXXIX I denti bianchi di Egnazio
- Carme XL Quaenam te mala mens, miselle Rauide
- Carme XLI Ameana
- Carme XLII Adeste, hendecasyllabi, quot estis
- Carme XLIII Ad Ameana
- Carme XLIV O funde noster seu Sabine seu Tiburs
- Carme XLV Acmen Septimius suos amores
- Carme XLVI Il ritorno della primavera
- Carme XLVII Porci et Socration, duae sinistrae
- Carme XLVIII A Giovenzio
- Carme XLIX A Cicerone
- Carme L Hesterno, Licini, die otiosi
- Carme LI La sindrome amorosa
- Carme LII Cose insopportabili
- Carme LIII Risi nescio quem modo e corona
- Carme LIV Othonis caput oppido est pusillum
- Carme LV Oramus, si forte non molestum est
- Carme LVI O rem ridiculam, Cato, et iocosam
- Carme LVII Pulchre conuenit improbis cinaedis
- Carme LVIII Contro Lesbia
- Carme LVIIIb Non custos si fingar ille Cretum
- Carme LIX La bolognese Rufa
- Carme LX Contro una donna crudele

Carmina docta
- Carme LXI Per le nozze di Lucio Manlio Torquato e Vinia Aurunculeia
- Carme LXII Vesper adest
- Carme LXIII Attis
- Carme LXIV Le nozze di Peleo e Teti
- Carme LXV Epistola ad Ortalo
- Carme LXVI La chioma di Berenice
- Carme LXVII Il carme della ianua
- Carme LXVIII Quod mihi fortuna casuque oppressus acerbo

Epigrammata
- Carme LXIX
- Carme LXX Promesse di donna
- Carme LXXI
- Carme LXXII A Lesbia
- Carme LXXIII Ingratitudine generale
- Carme LXXIV
- Carme LXXV A Lesbia
- Carme LXXVI
- Carme LXXVII
- Carme LXXVIII
- Carme LXXVIIIb
- Carme LXXIX
- Carme LXXX
- Carme LXXXI
- Carme LXXXII
- Carme LXXXIII
- Carme LXXXIV La pronuncia di Arrio
- Carme LXXXV Odi et amo
- Carme LXXXVI Lesbia è la più bella
- Carme LXXXVII A Lesbia
- Carme LXXXVIII
- Carme LXXXIX Contro Gellio
- Carme XC
- Carme XCI
- Carme XCII A Lesbia
- Carme XCIII Disinteresse per Cesare
- Carme XCIV A Minchia-Mamurra
- Carme XCV La Smirna di Cinna
- Carme XCVb
- Carme XCVI
- Carme XCVII
- Carme XCVIII
- Carme IC
- Carme C
- Carme CI Per la morte del fratello
- Carme CII
- Carme CIII
- Carme CIV Come posso maledire Lesbia?
- Carme CV
- Carme CVI
- Carme CVII Il ritorno di Lesbia
- Carme CVIII
- Carme CIX Speranza di amore eterno
- Carme CX
- Carme CXI
- Carme CXII
- Carme CXIII
- Carme CXIV
- Carme CXV
- Carme CXVI

## Codici catulliani
I principali codici dell'opera di Catullo sono:
- Il Thuanensis, dal nome del possessore J. A. de Thou, florilegio del IX secolo contenente, del Liber, il solo carme 62.
- L'Oxoniensis, del XIV secolo
- Il Sangermanensis, dall'abbazia di Saint-Germain-des-Prés, della fine del XIV secolo
- Il Datanus (1463) dal nome del possessore nel XVII secolo Luigi Dati
- Altri codici deteriori.